# Kathedraal en Abdijkerk van Sint-Albanus
De Kathedraal en Abdijkerk van Sint-Albanus (Engels:Cathedral and Abbey Church of St Alban of kortweg St Albans Cathedral) is een 11e-eeuwse kerk gewijd aan de heilige Albanus van Engeland. De kerk in St Albans, net boven Londen, is een van de grootste Engelse kathedralen en de op een na langste kathedraal van het Verenigd Koninkrijk. Het schip van de kerk is met 84 meter het langste van alle kathedralen in Engeland.
In de kerk bevindt zich het schrijn van Sint-Albanus. Sinds 1963 vindt het Internationale Orgelfestival van St Albans jaarlijks plaats in de kathedraal.

## Geschiedenis
De kerk staat op een heuvel (oorspronkelijk Holmhurst Hill, nu Holywell Hill) nabij St Albans. Volgens de overlevering werd de 3e-eeuwse heilige Albanus op deze heuvel onthoofd. Op de heuvel werd een kerk gebouwd die gewijd was aan Sint-Albanus, en in de 8e eeuw werd naast deze kerk een benedictijnse abdij gesticht door koning Offa van Mercia. Het klooster werd waarschijnlijk leeggeroofd door Vikingen rond 890.
Na de Normandische verovering van Engeland in 1066 werd het klooster eind 11e eeuw herbouwd en uitgebreid. De kruisvormige abdij was de grootste in Engeland in die tijd, met een grote vieringtoren, de enige nog bestaande grote 11e-eeuwse vieringtoren in Engeland. De nieuwe abdij stond klaar in 1089 maar werd pas in 1115 gewijd.
In de 12e eeuw ontwikkelde het aantal monniken zich van vijftig naar meer dan honderd en in de jaren 1190 werd de abdij verder uitgebreid. In 1250 werd de abdij beschadigd door een aardbeving en in 1323 stortte de abdij deels in; beide keren werd de abdij herbouwd.
Na de dood van abt Ramryge in 1521 kwam de abdij in financiële problemen en ging het snel bergafwaarts met het klooster. In 1539, tijdens de ontbinding van de kloosters in opdracht van koning Hendrik VIII, werden de abt en de overgebleven veertig monniken met pensioen gestuurd en werd de abdij geplunderd en de rijkdommen van het klooster weggevoerd. Het steen van de kloostergebouwen werd gebruikt als bouwmateriaal, waardoor alleen een ruïne overbleef. De kloosterkerk ging dienstdoen als kerk van de plaatselijke Anglicaanse kerkgemeente. Tijdens de Engelse Burgeroorlog in de 17e eeuw werd de abdij gebruikt als gevangenis. Verdere schade werd veroorzaakt door een zware storm in 1703.
Pas in de 19e eeuw werd de kerk weer hersteld, en in 1877 werd het de zetel van het nieuwe bisdom van St Albans, waarbij de abdijkerk de status van kathedraal kreeg.
In de periode 1974-1984 werd de kerk gerestaureerd en in 1982 werd een bezoekerscentrum geopend door koningin Elizabeth II.

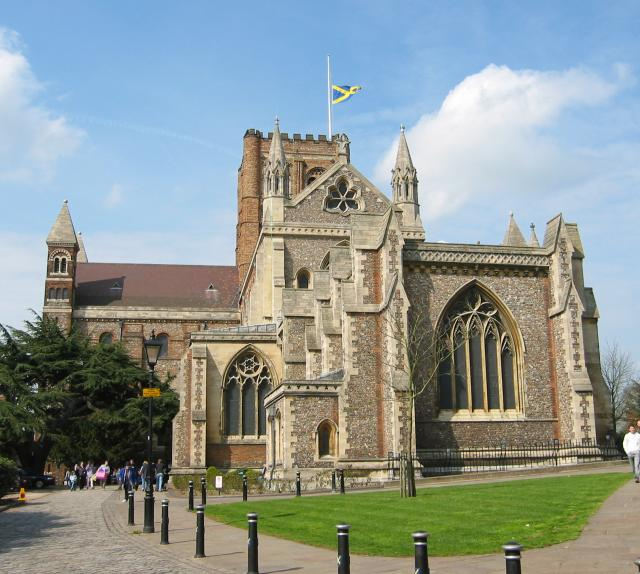
St Albans Cathedral
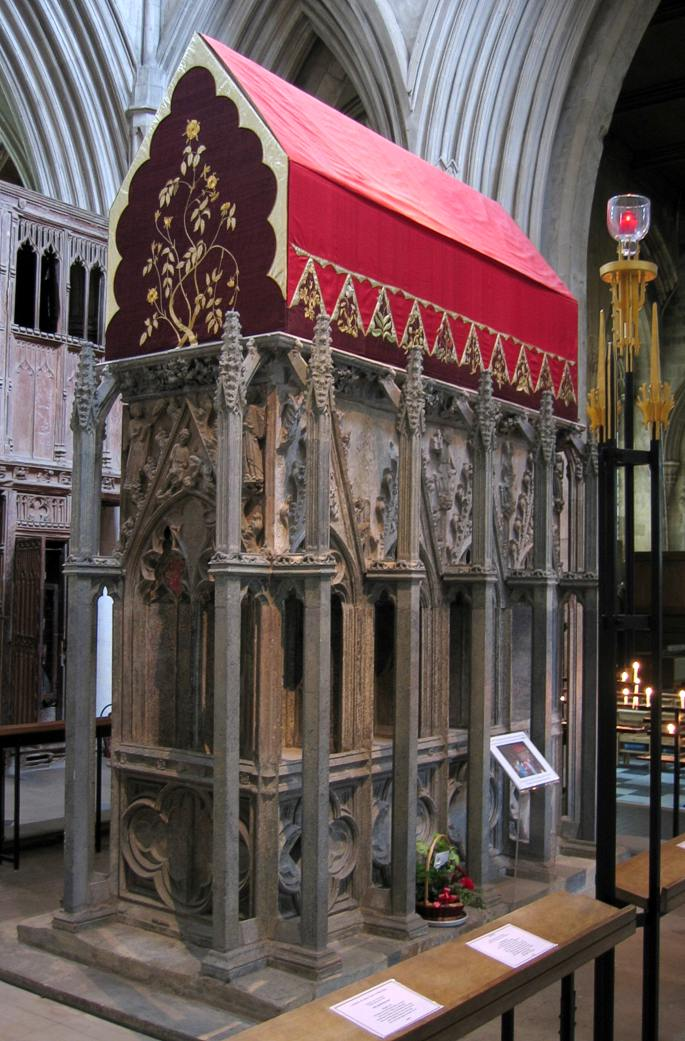
Het schrijn van Sint-Albanus
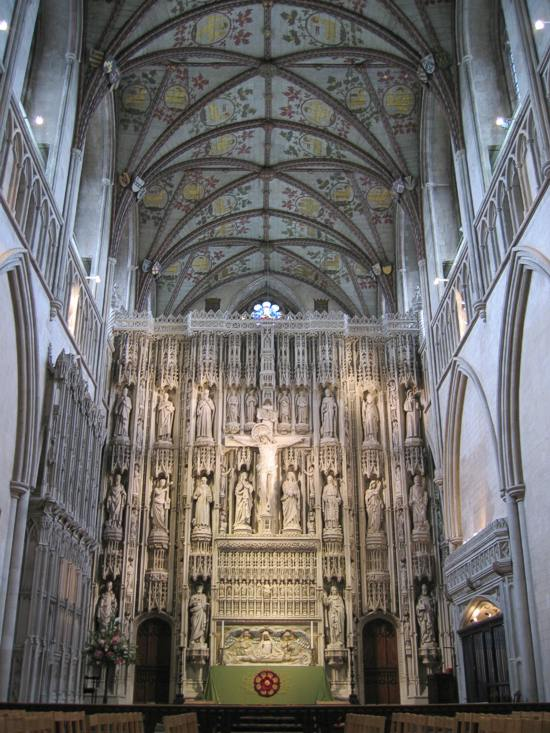
St Albans Cathedral, interieur
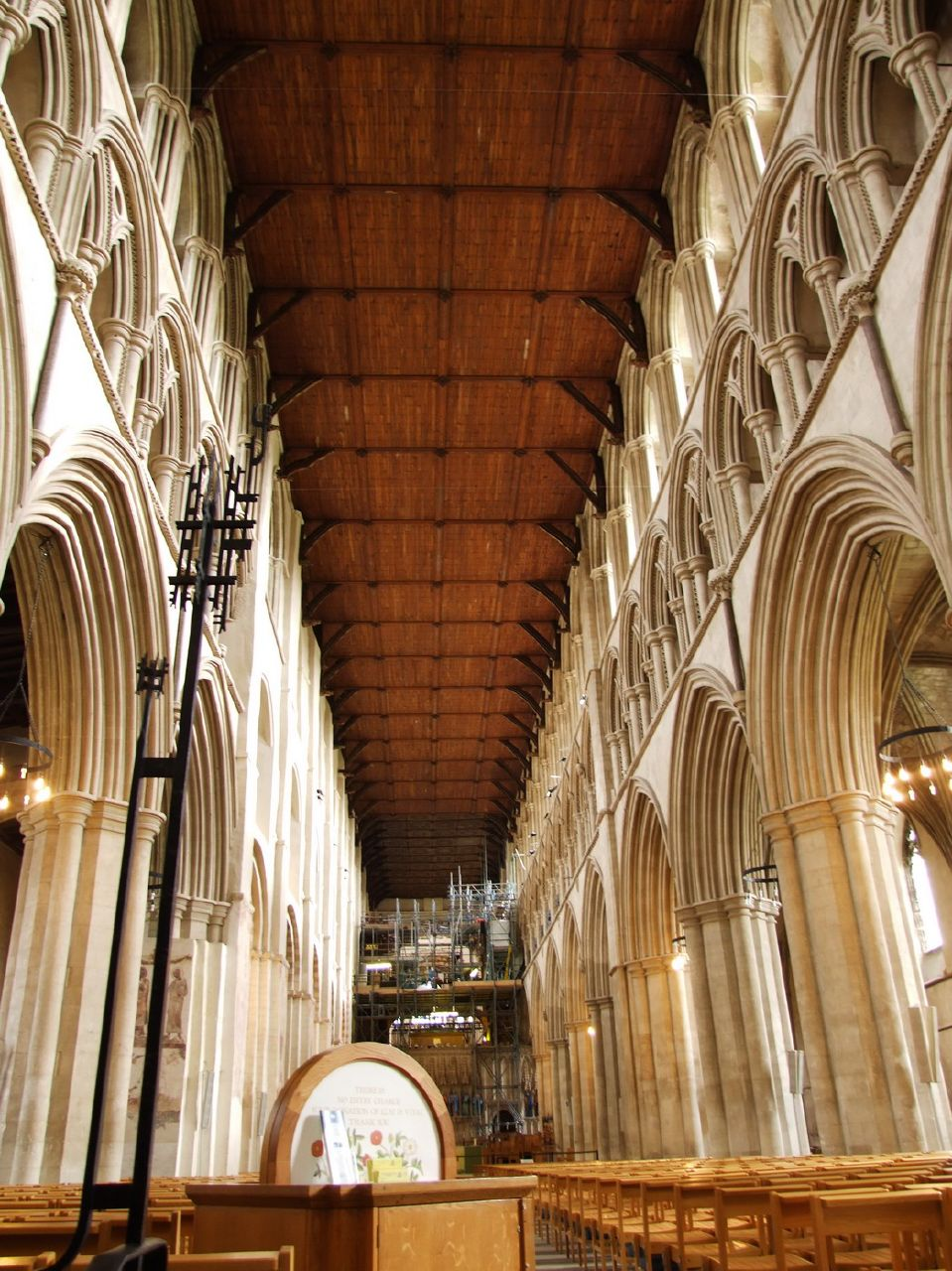
St Albans Cathedral, interieur

## Personen verbonden aan de abdij en kathedraal
- Albanus van Engeland (3e eeuw n.Chr.) was de eerste christelijke martelaar in Engeland. De abdij en kathedraal zijn aan hem gewijd en zijn schrijn staat in de kerk.
- Paus Adrianus IV (ca. 1100 - 1159), geboren als Nicholas Breakspear, zou zijn eerste onderricht hebben gehad op de kloosterschool. Hij wilde toetreden tot de abdij maar werd geweigerd. Zijn vader Robert Breakspear was wel een monnik in het klooster en ligt er ook begraven.
- Richard van Wallingford (1292-1336) was een wiskundige en astronoom die als abt van St Albans diende. Een kopie van zijn beroemde astronomische uurwerk bevindt zich in de kathedraal.
- Humphrey van Gloucester (1390 -1447), zoon van koning Hendrik IV van Engeland en regent van Engeland voor zijn neefje VI, ligt begraven in de kerk.
- Edmund Beaufort (1406-1455), 1e hertog van Somerset, een belangrijk figuur in de Rozenoorlogen en de Honderdjarige Oorlog, ligt begraven in de kerk.
- Edmund Beckett (1816 - 1905), 1e baron van Grimpthorpe, ontwierp het mechanisme voor het uurwerk in de toren van het Palace of Westminster, bekend van de Big Ben. Hij herbouwde ook een deel van de kerk en werd na zijn dood begraven in het kerkhof.
- Robert Runcie (1921 - 2000), bisschop van St Albans en (van 1980 tot 1991) aartsbisschop van Canterbury, werd begraven in de kerk.
- Peter Hurford (1930) was organist van de kathedraal en stichtte in 1963 het Internationale Orgelfestival van St Albans.